# وقت:مسابقه با زمان
وقت:مسابقه با زمان (به هندی: Waqt: The Race Against Time)فیلمی محصول سال ۲۰۰۵ و به کارگردانی ویپول آمروتلال شاه است. در این فیلم بازیگرانی همچون آمیتاب باچان، آکشی کومار، پریانکا چوپرا، شفالی شاه، بومان ایرانی، راجپال یاداو، آنو ملک و آساواری جوشی ایفای نقش کرده‌اند.